# Natal-Katzenhai
Der Natal-Katzenhai (Haploblepharus kistnasamyi), auch Östlicher Scheuhai oder „Happy Chappie“, ist eine Art aus der Familie der Pentanchidae, die endemisch in den Gewässern vor der Küste Südafrikas lebt. Bis zu seiner wissenschaftlichen Erstbeschreibung 2006 wurde diese Art als Natal-Form des Puffotter-Katzenhais (H. edwardsii) angesehen.
Der Natal-Katzenhai lebt nahe dem Meeresboden (benthisch) im Bereich der Küste bis zu einer Tiefe von etwa 30 Metern. Er erreicht eine durchschnittliche Körperlänge von etwa 50 Zentimetern und entspricht in seinem Erscheinungsbild weitgehend dem Puffotter-Katzenhai, ist jedoch etwas gedrungener mit einem weniger stark abgeflachten Kopf und etwas anderer Körperzeichnung.

## Merkmale
Der Natal-Katzenhai erreicht eine Körperlänge von etwa 50 Zentimetern und ähnelt morphologisch stark dem Puffotter-Katzenhai, hat jedoch einen kompakteren Körper, einen weniger stark abgeflachten Kopf und einen seitlich abgeflachten Schwanzstiel. Der Rücken ist braun mit einer charakteristischen Zeichnung aus H-förmigen, dunkelbraunen Sattelflecken mit klar abgegrenzten Außenrändern sowie zahlreichen kleinen weißen Flecken und einer dunkleren Marmorierung zwischen den Sattelflecken. Der Bauch ist weiß.
Die Schnauze ist breit und abgerundet. Die großen, oval gerundeten Augen haben katzenartig geschlitzte Pupillen, eine einfache Nickhaut und eine prominente Erhöhung unterhalb des Auges. Die Nasenlöcher sind sehr groß und besitzen vorn jeweils ein Paar stark vergrößerter, dreieckiger Hautlappen, die zusammengewachsen sind und bis zum Mund reichen. Eine tiefe Grube verbindet die Ausflussöffnung der Nasenlöcher mit dem Mund, verdeckt von den Nasallappen. Die Mundöffnung ist kurz und besitzt Furchen in den Mundwinkeln. Die fünf Paar Kiemenspalten sind auf die Körperoberseite verlagert.
Die Rücken-, Bauch- und Analflossen haben etwa die gleiche Größe. Die Rückenflossen setzen sehr weit hinten am Körper an, wobei die erste Rückenflosse hinter dem Ansatz der Bauchflosse und die zweite Rückenflosse hinter der Analflosse beginnt. Die Brustflossen sind breit und mittelgroß ausgebildet. Die kurze und breite Schwanzflosse umfasst etwa ein Fünftel der Körperlänge und hat eine tiefe Kerbe in der Nähe der Spitze des oberen Lobus und einen kaum entwickelten unteren Lobus. Die Haut ist dick und von stark verkalkten, blattförmigen Placoidschuppen bedeckt.

## Verbreitung und Lebensraum

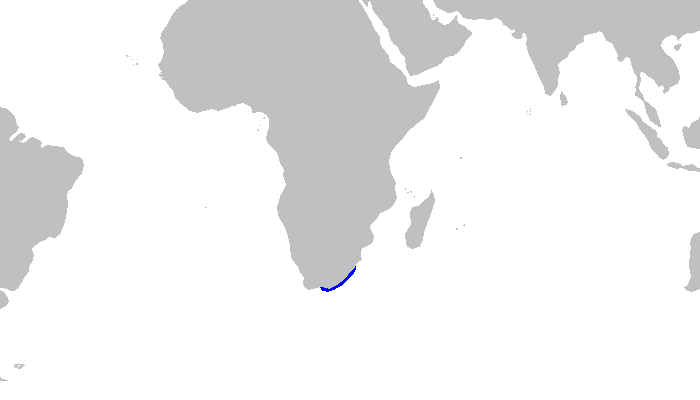
Verbreitungsgebiet des Natal-Katzenhais

Das Verbreitungsgebiet des Natal-Katzenhais beschränkt sich auf die Küstenregion im Bereich der Westkap-, Ostkap und KwaZulu-Natal-Provinzen in Südafrika.
Der bodenlebende Hai kommt vor allem in Bereichen mit steinigem bis felsigem Boden sowie in Flachwasserriffen vor. Anders als der Puffotter-Katzenhai, der im nordöstlichen Teil seines Verbreitungsgebietes vor allem etwas tiefere, kühlere Wasserbereiche bewohnt, bevorzugt der Natal-Katzenhai die wärmeren Wasserzonen in Tiefen von 0 bis 30 Metern.

## Lebensweise
Die Lebensweise des Natal-Katzenhais entspricht weitgehend der anderer Arten seiner Gattung. Er ist dabei seltener anzutreffen als der Puffotter-Katzenhai.
Die Männchen erreichen ihre Geschlechtsreife mit etwa 50 Zentimetern Körperlänge, die Weibchen mit etwa 48 Zentimetern. Bei Bedrohung oder Störung nimmt der Natal-Katzenhai wie die anderen Scheuhaie eine charakteristische Stellung ein, bei der er sich zusammenrollt und die Augen mit dem Schwanz überdeckt. Es wird angenommen, dass der Hai auf diese Weise für einen potenziellen Angreifer schwieriger zu schlucken ist.

## Systematik
Der Natal-Katzenhai wurde ursprünglich aufgrund der unterschiedlichen Habitatwahl und dem Aussehen als Natal-Form des Puffotter-Katzenhais (H. edwardsii) neben der Kap-Form betrachtet. 2006 wurde die Natalform von Brett A. Human und Leonard J.V. Compagno als eigene Art H. kistnasamyi neu beschrieben und damit in den Artstatus erhoben. Benannt wurde die Art nach dem südafrikanischen Haiforscher Nat Kistnasamy, der den Natal-Katzenhai ursprünglich entdeckte.
Durch eine molekularbiologische Untersuchung auf der Basis von drei Genen der mitochondrialen DNA wurde festgestellt, dass der Puffotter-Katzenhai die ursprünglichste Art seiner Gattung darstellt. Der Dunkle Katzenhai (H. pictus) und der Braune Katzenhai (H. fuscus) stellen nach dieser Untersuchung Schwesterarten dar, der Natal-Katzenhai wurde in dieser Untersuchung nicht betrachtet.

## Belege
1. 1 2 3 4 5 6  Compagno, L.J.V., M. Dando and S. Fowler: Sharks of the World. Princeton University Press, 2005, ISBN 978-0-691-12072-0, S. 234–235.
2. 1 2  Human, B.A. and Compagno, L.J.V.: Description of Haploblepharus kistnasamyi, a new catshark (Chondrichthyes: Scyliorhinidae) from South Africa. In: Zootaxa. 1318. Jahrgang, 2006, S. 41–58.
3. 1 2 3  Compagno, L.J.V.: Sharks of the World: An Annotated and Illustrated Catalogue of Shark Species Known to Date. Food and Agricultural Organization, Rome 1984, ISBN 92-5101384-5, S. 332–333.
4. ↑  Human, B.A.: A taxonomic revision of the catshark genus Haploblepharus Garman 1913 (Chondrichthyes: Carcharhiniformes: Scyliorhinidae). In: Zootaxa. 1451. Jahrgang, 2007, S. 1–40. (PDF)
5. ↑  UCT Scientists Honour Shark Researcher. 18. Januar 2009, archiviert vom Original am 20. September 2009; abgerufen am 19. Juli 2013.
6. ↑  Human, B.A., E.P. Owen, L.J.V. Compagno and E.H. Harley: Testing morphologically based phylogenetic theories within the cartilaginous fishes with molecular data, with special reference to the catshark family (Chondrichthyes; Scyliorhinidae) and the interrelationships within them. In: Molecular Phylogenetics and Evolution. 39. Jahrgang, Nr. 2, Mai 2006, S. 384–391, doi:10.1016/j.ympev.2005.09.009, PMID 16293425.

## Weblink
- Haploblepharus kistnasamyi in der Roten Liste gefährdeter Arten der IUCN 2013.1. Eingestellt von: Human, B., 2008. Abgerufen am 6. November 2013.